# Casciago
Casciago är en kommun i provinsen Varese i regionen Lombardiet i Italien. Kommunen hade 3 692 invånare (2018).